# Trihidroksipterokarpan dimetilaliltransferaza
Trihidroksipterokarpan dimetilaliltransferaza (EC 2.5.1.36, gliceolinska sintaza, dimetilalilpirofosfat:3,6a,9-trihidroksipterokarpan dimetilaliltransferaza, dimetilalilpirofosfat:trihidroksipterokarpan dimetilalil transferaza, dimetilalil-difosfat:-3,6a,9-trihidroksipterokarpan dimetiltransferaza) je enzim sa sistematskim imenom dimetilalil-difosfat:-3,6a,9-trihidroksipterokarpan dimetilaliltransferaza. Ovaj enzim katalizuje sledeću hemijsku reakciju
(1) dimetilalil difosfat + ()-3,6a,9-trihidroksipterokarpan {\displaystyle \rightleftharpoons } difosfat + 2-dimetilalil-()-3,6a,9-trihidroksipterokarpan
(2) dimetilalil difosfat + ()-3,6a,9-trihidroksipterokarpan {\displaystyle \rightleftharpoons } difosfat + 4-dimetilalil-()-3,6a,9-trihidroksipterokarpan
Ovaj enzim učestvuje u biodintezi gliceolina u zrnima soje.

## Literatura
- Nicholas C. Price; Lewis Stevens (1999). Fundamentals of Enzymology: The Cell and Molecular Biology of Catalytic Proteins (Third изд.). USA: Oxford University Press. ISBN 019850229X.
- Eric J. Toone (2006). Advances in Enzymology and Related Areas of Molecular Biology, Protein Evolution (Volume 75 изд.). Wiley-Interscience. ISBN 0471205036.
- Branden C; Tooze J. Introduction to Protein Structure. New York, NY: Garland Publishing. ISBN 0-8153-2305-0.
- Irwin H. Segel. Enzyme Kinetics: Behavior and Analysis of Rapid Equilibrium and Steady-State Enzyme Systems (Book 44 изд.). Wiley Classics Library. ISBN 0471303097.
- William P. Jencks (1987). Catalysis in Chemistry and Enzymology. Dover Publications. ISBN 0486654605.

## Spoljašnje veze
- Trihydroxypterocarpan+dimethylallyltransferase на 